# Martin Böse
Martin Böse (* 1969 in Lübeck) ist ein deutscher Rechtswissenschaftler.

## Leben
Von 1988 bis 1993 studierte er Rechtswissenschaften in Göttingen und Leuven. Von 1993 bis 1995 war er wissenschaftlicher Mitarbeiter bei Manfred Maiwald an der Juristischen Fakultät der Universität Göttingen. Nach der Promotion 1996 zum Dr. jur. an der Juristischen Fakultät der Georg-August-Universität zu Göttingen absolvierte er von 1995 bis 1997 den juristischen Vorbereitungsdienst in Berlin, Rom und Potsdam (1997 zweites juristisches Staatsexamen). Von 1998 bis 2004 war er wissenschaftlicher Assistent (später Oberassistent) bei Knut Amelung an der Juristischen Fakultät der TU Dresden. Nach der Habilitation 2003 an der Juristischen Fakultät in Dresden (venia legendi für die Fächer Strafrecht und Strafverfahrensrecht, Wirtschaftsstrafrecht, Europäisches und Internationales Strafrecht) ist er seit 2004 Professor für Strafrecht und Strafprozessrecht sowie Internationales und Europäisches Strafrecht an der Universität Bonn.

## Schriften (Auswahl)
- Strafen und Sanktionen im europäischen Gemeinschaftsrecht. Köln 1996, ISBN 3-452-23636-6.
- Wirtschaftsaufsicht und Strafverfolgung. Die verfahrensübergreifende Verwendung von Informationen und die Grund- und Verfahrensrechte des Einzelnen. Tübingen 2005, ISBN 3-16-148559-9.
- Der Grundsatz der Verfügbarkeit von Informationen in der strafrechtlichen Zusammenarbeit der Europäischen Union. Göttingen 2007, ISBN 3-89971-377-X.
- mit Urs Kindhäuser: Strafrecht, besonderer Teil II. Straftaten gegen Vermögensrechte. Baden-Baden 2020, ISBN 978-3848761777.